# Варианис-Меурнеоба
Варианис-Меурнеоба (груз. ვარიანის მეურნეობა) — село в Грузии, на территории Горийского муниципалитета края (мхаре) Шида-Картли.

## География
Село находится в центральной части Грузии, к западу от реки Большая Лиахви, на расстоянии приблизительно 11 километров (по прямой) к северо-западу от города Гори, административного центра муниципалитета. Абсолютная высота — 713 метров над уровнем моря.

## Население
По результатам официальной переписи населения 2014 года в Варианис-Меурнеобе проживало 383 человека (180 мужчин и 203 женщины). В национальной структуре населения грузины составляли 90,5 %, русские — 3,4 %, армяне — 3,3 %, осетины — 2,6 %.